# 高円宮杯 JFA U-18サッカープリンスリーグ関西
高円宮杯 JFA U-18サッカープリンスリーグ関西（たかまどのみやはい ジェイエフエイ アンダーエイティーン サッカープリンスリーグかんさい）は、全国に9つある高円宮杯 JFA U-18サッカープリンスリーグのひとつ。関西地方2府4県（滋賀県、京都府、大阪府、兵庫県、奈良県、和歌山県）の2種（高校生・ユース）チームが参加するサッカーリーグ戦である。

## 大会レギュレーション
2005年までは16チームを2リーグに編成し8チームによる一回戦総当たりのリーグ戦を行った後、各リーグ上位3チームずつによる順位決定戦。
2006年-2007年は14チームを2リーグに編成し7チームによる一回戦総当たりのリーグ戦を行った。
Aリーグは前年度の成績上位7チーム、Bリーグは6府県それぞれで行われる高校による参入戦(新人戦などが該当。各府県によってことなる)を勝ち上がった6チームに関西圏のクラブによる参入戦を勝ち上がった1チームを加えた、計7チームで編成。
2008年-2010年は1部8チーム、2部8チームでそれぞれ1回戦総当りの全7節でリーグ戦を行う。2010年は一部1位に加えて、一部2～5位と二部1～2位によるトーナメント戦の勝者1チームが高円宮杯出場。
翌年より新設されるプレミアリーグには1部の上位2チームが昇格。
2011年は1部8チームで2回戦総当たりの全14節、2部12チームで1回戦総当りの全11節でリーグ戦を行う。1部優勝チームはプレミアリーグ参入戦に出場する。
2012年は1部10チーム、2部10チームでそれぞれ2回戦総当りの全18節でリーグ戦を行う。1部優勝チームはプレミアリーグ参入戦に出場する。
2013年はプレミアリーグ参入戦出場枠が3チームとなる。翌年度より1部制へ移行するため、1部8位・2部1位および2位・各府県リーグ代表（6チーム）の9チームで参入戦を行い、勝ち残った3チームが翌年プリンスリーグ関西に参入する。
2014年より1部制に移行。10チームで2回戦総当たりの全18節でリーグ戦を行う。

## 参加チーム
| チーム                   | 所在地 | 2024年度成績 |
| ------------------------ | ------ | ------------ |
| 京都サンガF.C.U-18       | 京都府 | 関西1部2位   |
| 興國高校                 | 大阪府 | 関西1部3位   |
| 阪南大学高校             | 大阪府 | 関西1部4位   |
| 神戸弘陵学園高校         | 兵庫県 | 関西1部5位   |
| 東海大学付属大阪仰星高校 | 大阪府 | 関西1部6位   |
| 近江高校                 | 滋賀県 | 関西1部7位   |
| 履正社高校               | 大阪府 | 関西1部8位   |
| 京都橘高校               | 京都府 | 関西1部9位   |
| 東山高校                 | 京都府 | 関西2部1位   |
| セレッソ大阪U-18         | 大阪府 | 関西2部2位   |

| チーム              | 所在地 | 2024年度成績    |
| ------------------- | ------ | --------------- |
| 京都共栄高校        | 京都府 | 関西1部10位     |
| 滝川第二高校        | 兵庫県 | 2部3位          |
| 金光大阪高校        | 大阪府 | 関西2部4位      |
| 近大附属高校        | 大阪府 | 関西2部5位      |
| 産大附属高校        | 大阪府 | 関西2部6位      |
| 大阪桐蔭高校        | 大阪府 | 関西2部7位      |
| ヴィッセル神戸U-18B | 兵庫県 | 関西2部8位      |
| 関西学院高校        | 兵庫県 | 兵庫県リーグ1位 |
| 三田学園高校        | 兵庫県 | 兵庫県リーグ2位 |
| 興國高校B           | 大阪府 | 大阪府リーグ2位 |

## 歴代成績
| 大会結果 | 大会結果             | 大会結果 |
| 年度     | 優勝                 | 優勝回数 |
| -------- | -------------------- | -------- |
| 2003年   | ガンバ大阪ユース     | 初優勝   |
| 2004年   | ガンバ大阪ユース     | 2回目    |
| 2005年   | ガンバ大阪ユース     | 3回目    |
| 2006年   | ヴィッセル神戸ユース | 初優勝   |
| 2007年   | ガンバ大阪ユース     | 4回目    |
| 2008年   | セレッソ大阪U-18     | 初優勝   |
| 2009年   | ヴィッセル神戸ユース | 2回目    |
| 2010年   | セレッソ大阪U-18     | 2回目    |
| 2011年   | ヴィッセル神戸ユース | 3回目    |
| 2012年   | ガンバ大阪ユース     | 5回目    |
| 2013年   | 大阪桐蔭高校         | 初優勝   |
| 2014年   | 履正社高校           | 初優勝   |
| 2015年   | 神戸弘陵学園高校     | 初優勝   |
| 2016年   | 阪南大学高校         | 初優勝   |
| 2017年   | 大阪桐蔭高校         | 2回目    |
| 2018年   | 東海大仰星高校       | 初優勝   |
| 2019年   | 阪南大学高校         | 2回目    |
| 2020年   | セレッソ大阪U-18     | 3回目    |
| 2021年   | 履正社高校           | 2回目    |
| 2022年   | 興國高校             | 初優勝   |
| 2023年   | 京都サンガF.C.ユース | 初優勝   |
| 2024年   | ガンバ大阪ユース     | 6回目    |